# Дети Ананси
«Сыновья Ананси» или «Дети Ананси» (англ. Anansi Boys) — фантастический роман Нила Геймана, действие которого происходит в мире «Американских богов». Пятый роман британского писателя, которому предшествовали «Благие знамения» (в соавторстве с Терри Пратчеттом, 1990), «Задверье» (1996), «Звёздная пыль» (1998) и «Американские боги» (2001). Книга была удостоена ряда престижных премий.

## Сюжет
Чарльз Нанси, известный также как «Толстый Чарли», собирается сыграть свадьбу со своей невестой Рози. В качестве шафера Чарли намерен пригласить своего отца, дабы заодно наладить с ним отношения, но узнаёт, что тот совсем недавно скончался. Друг семьи Нанси, старая Каллиана Фигглер, предлагает взять шафером брата-близнеца Чарли; в ответ на заявления Чарли о том, что у него никогда не было брата, миссис Фигглер сначала показывает парню его детскую фотографию возле зеркала, а потом советует попросить паука позвать брата, если тот всё-таки понадобится. Вскоре Чарли видит в ванной крупного паука и безо всякой задней мысли следует совету старухи. Вскоре на пороге дома Чарли и в самом деле появляется человек по имени Паук, называющий себя его братом-близнецом, несмотря на заметную разницу во внешности, и с этого момента жизнь Чарли начинает меняться в худшую сторону.

## Награды и премии
- Locus Award, 2006 // Роман фэнтези (Fantasy Novel)
- Mythopoeic Awards, 2006 // Мифопоэтическая премия за произведение для взрослых
- Мир фантастики, Итоги 2006 // Лучший зарубежный мистический роман
- British Fantasy Award, 2005 // Роман — Премия им. Августа Дерлета (Best Novel (the August Derleth Award))